# Philip Mirowski
Philip Mirowski (nacido el 21 de agosto de 1951 en Jackson (Míchigan)) es un historiador y filósofo del pensamiento económico en la Universidad de Notre Dame. Ha recibido un PhD en Economía de la Universidad de Míchigan in 1979.

## Carrera
En su libro de 1989 More Heat than Light (Más calor que luz), Mirowski revela una historia de cómo la física ha inspirado a la economía y cómo ésta ciencia ha intentado emular la física, especialmente cuando consideramos la teoría del valor. Él traza el desarrollo del concepto de energía en la física occidental y su subsecuente efecto en la invención y promulación de la economía neoclásica, la teoría económica ortodoxa actual.
Machine Dreams (Sueños de máquinas) explora las influencias históricas de los militares y las ciencias cyborgs en la economía neoclásica. La negligente influencia de John von Neumann y su teoría de autómata son temas claves en todo el libro.  Mirowski afirma que muchos de los desarrollos de la economía neoclásica en el siglo XX, desde la teoría de juegos a la economía computacional, son el resultado no reconocido de los planes de von Neumann para la ciencia económica.  El trabajo expande la visión de Mirowski de una economía computacional, en la que varios tipos de mercado son construidos de manera similar a la Gramática generativa de Noam Chomsky.  El papel de la ciencia económica es el de explorar cómo interactúan los diferentes tipos de mercados con sus distintas formas de complejidad y eficiencia y al mismo tiempo, lo hagan de forma tal que mercados más complejos sean capaces de incorporar los impactos de los menos complejos. Complejidad, desde la óptica de Mirowski, significa algo análogo a la teoría de complejidad computacional en las Ciencias de la computación.
En su libro Never Let a Serious Crisis Go to Waste (Nunca dejes que una crisis grave sea desperidiciada), Mirowski concluye que el pensamiento neoclásico se ha vuelto tan penetrante que cualquier contraevidencia solo sirve para terminar convenciendo aún más a sus discípulos de su verdad absoluta. Una vez que el neoliberalismo económico se convirtió en la teoría del todo, dando una visión revolucionaria del yo, del conocimiento, de la información, de los mercados y del gobierno, ya no podrá ser falseado por nada tan insignificante como los datos de la economía real.

## Libros
- Against Mechanism: Protecting Economics from Science(1988)
- More Heat than Light: Economics as Social Physics, Physics as Nature's Economics Cambridge University Press, 1989 ISBN 0-521-42689-8
- Machine Dreams: Economics Becomes a Cyborg Science Cambridge University Press, 2001 ISBN 0-521-77526-4
- The Effortless Economy of Science?, Durham, NC: Duke University Press, 2004, (papers 463 pp.) ISBN  0-8223-3310-4
- ScienceMart: Privatizing American Science (2011)
- Never Let a Serious Crisis Go to Waste: How Neoliberalism Survived the Financial Meltdown Verso, 2013  ISBN 9781781680797
- The Knowledge We Have Lost in Information: A History of Information and Knowledge in Economics. (with E. Nik-Khah), X University Press, 2017 ISBN 9780190270056

### Trabajo editorial
- (editor) Edgeworth's Writings on Chance, Probability and Statistics (1994)
- (editor) Natural Images in Economics: Markets Read in Tooth and Claw (1994)
- (editor) The Collected Economic Works of William Thomas Thornton (1999)
- (editor con E. Sent) Science Bought and Sold (2001)
- (coeditado con R. van Horn and T. Stapleford) Building Chicago Economics: New Perspectives on the History of America’s Most Powerful Economics Program (2011)
- Philip Mirowski; Dieter Plehwe, eds. (2009). The Road from Mont Pèlerin: The Making of the Neoliberal Thought Collective. Harvard University Press. ISBN 978-0674033184. OCLC 257554337. OCLC 748925780
- Philip Mirowski, Dieter Plehwe and Quinn Slobodian,   Eds., (2020) Nine Lives of Neoliberalism, London, New York: Verso, ISBN 978-1-78873-255-0, (ebook version )